# Centroscymnus cryptacanthus
Centroscymnus cryptacanthus är en hajart som beskrevs av Regan 1906. Centroscymnus cryptacanthus ingår i släktet Centroscymnus och familjen håkäringhajar. Inga underarter finns listade i Catalogue of Life.